# بیلی شیهان
بیلی شیهان (به انگلیسی: Billy Sheehan) (زادهٔ ۱۹ مارس ۱۹۵۳ در بوفالو نیویورک) نوازندهٔ گیتار بیس اهل آمریکا است.
او بیشتر به خاطر همکاریهایش با مستر. بیگ، تالاس، استیو وای، دیوید لی روث و گروه فیوژن نیاسین شناخته شده‌است.
از شاخص‌های نوازندگی شیهان می‌توان به اجرای آکورد روی گیتار باس، تپینگ دودستی و پیکینگ ۳ انگشتی با دست راست اشاره کرد، گرچه او در زمان نواختن در گروه، با اجرای بخش‌های روتین گیتار باس، همان نقش سنتی باسیست‌های دیگر را ایفا می‌کند.
شیهان از سال ۲۰۰۱ به‌این سو ۶ آلبوم شخصی منتشر کرده‌است.
به خاطر سرعت و تکنیک شیهان در تکنوازی اغلب از او با لقب «ادی ون هیلن گیتار باس» یاد می‌شود. او تا به‌حال ۵ بار از سوی مجلهٔ Guitar Player به عنوان بهترین باسیست راک برگزیده شده‌است.